# Andrés Padilla

Andrés Padilla Aguilar (Campillos, 18 de julio de 1932 - 16 de agosto de 2020) fue un futbolista español que jugaba de defensa.
Como jugador destacó en el Granada C. F., con el que jugó en Segunda División y una temporada en Primera División. También jugó en Segunda con el R. C. Recreativo de Huelva.

## Carrera deportiva
Andrés Padilla comenzó su carrera como futbolista en el Atlético Malagueño, en Tercera División, en el año 1950.
En 1952 ficha por el Granada C. F., de la Segunda División, ganándose el puesto de titular en el equipo granadino desde el principio. También fue titular en las temporadas 1953-54, 1954-55 y 1955-56, sumando, además, 9 goles entre las cuatro temporadas.
En la temporada 1956-57 perdió algo de protagonismo, aunque el Granada logró ascender en esa temporada a Primera División como campeón de Segunda. En la temporada 1957-58 logró su debut en Primera División, en la que únicamente disputó un partido.
A final de temporada dejó el Granada para jugar en el R. C. Recreativo de Huelva, y, tras dos temporadas en el club onubense, fichó por el Xerez C. D., que se encontraba en Tercera, equipo en el que se retiró.

## Clubes

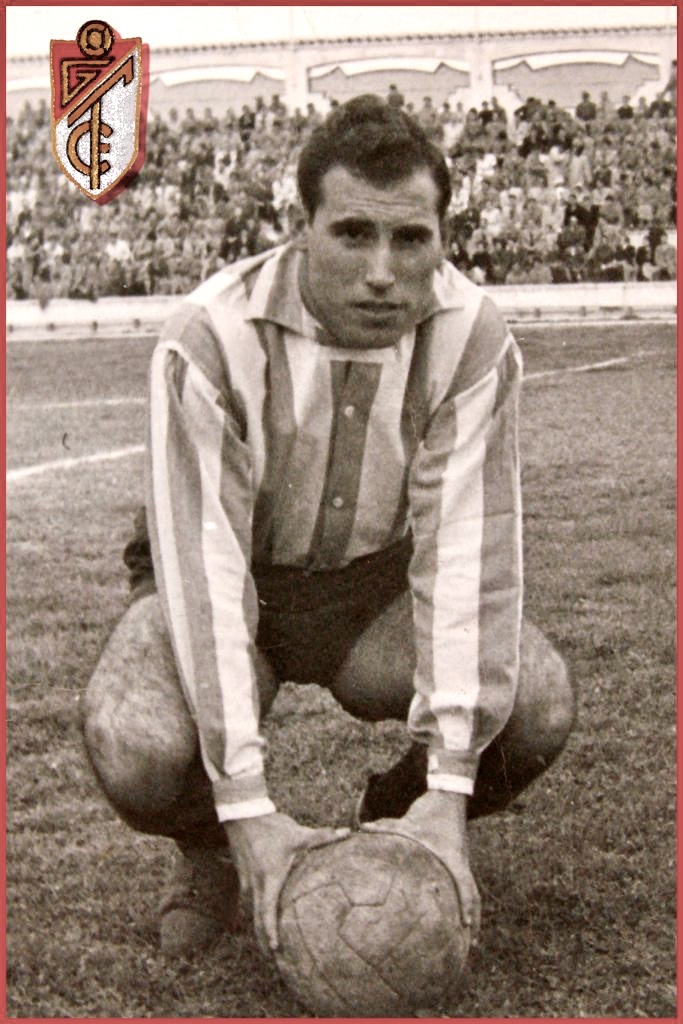

| Club                 | País   | Año         |
| -------------------- | ------ | ----------- |
| Atlético Malagueño   | España | 1950 - 1952 |
| Granada CF           | España | 1952 - 1958 |
| Recreativo de Huelva | España | 1958 - 1960 |
| Xerez C. D.          | España | 1960 - 1962 |

## Palmarés

### Títulos nacionales
| Título           | Club          | País   | Año  |
| ---------------- | ------------- | ------ | ---- |
| Segunda División | Granada C. F. | España | 1957 |